# Гашбах-ам-Ремігіусберг
Гашбах-ам-Ремігіусберг (нім. Haschbach am Remigiusberg) — громада в Німеччині, розташована в землі Рейнланд-Пфальц. Входить до складу району Кузель. Складова частина об'єднання громад Кузель.
Площа — 4,02 км2. Населення становить 663 ос. (станом на 31 грудня 2020).